# ピーター・ローゼンマイヤー
ピーター・ローゼンマイヤー（Peter Rosenmeier、1984年3月23日 - ）は、デンマークのハズソン出身の男子卓球選手。現在はコペンハーゲン在住。
2004年にはアテネパラリンピックに出場しており、シングルスでは準々決勝でオランダのニコ・ブロックに勝利したが準決勝でドイツのライナー・シュミットに敗れた。しかし3位決定戦ではポーランドのミロスラフ・コワルスキーを破って銅メダルを獲得した。団体ではミハエル・イェンセンと共に出場したが、予選で2勝1敗の結果だったがポイントの差で決勝トーナメント進出を逃した。2008年の北京パラリンピックでは準決勝で前回大会で敗れた相手、ライナー・シュミットに勝利、決勝でもドイツのダニエル・アーノルドに勝利し金メダルを獲得した。団体ではアテネと同じミハエル・イェンセンと共に出場し、トーナメント1回戦でポーランドに敗れて終わった。